# Yu Kil-chun

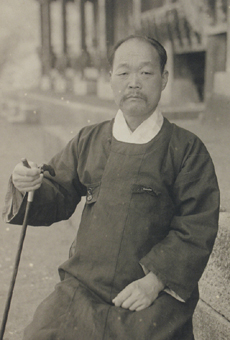
Yu Kil-chun, 1914

Yu Kil-chun (Hangul:유길준, Hanja:兪吉濬, 1856-1914) foi um acadêmico, político e ativista da independência de coreana. Yu nasceu em Seoul, na província de Gyeonggi, de uma família yangban do clã Gigye Yu.
Nascido em Seul, Yu foi para o Japão em 1881 para estudar na Universidade Keio, retornando no ano seguinte para a Coréia. Em seguida, viajou para os Estados Unidos em 1884 para estudar matemática na Governor Dummer Academy. bem como para vários países europeus. Pouco depois de retornar a Coreia foi acusado de apoiar o partido Gaehwadang sendo preso. Na prisão, ele escreveu um livro sobre seus aprendizados no estrangeiros denominado Seoyu Gyeonmun (서유견문, ("Observations on Travels in the West").